# ペリー郡 (ミシシッピ州)
ペリー郡（英: Perry County）は、アメリカ合衆国ミシシッピ州の南東部に位置する郡である。2010年国勢調査での人口は12,250人であり、2000年の12,138人から0.9%増加した。郡庁所在地はニューオーガスタ町（人口644人）であり、同郡で人口最大の町はリッチトン町（人口1,068人）である。
ペリー郡はハッティズバーグ大都市圏に属している。

## 歴史
ペリー郡は1820年に設立され、郡名は米英戦争の海軍英雄オリバー・ハザード・ペリーに因んで名付けられた。1906年まで郡庁は郡の中心に近くリーフ川の東岸にあるオーガスタの町に置かれていた。この町では無法者ジェイムズ・コープランドが1857年10月30日に絞首刑で処刑されていた。この町は現在もオールドオーガスタとして残っている。ニューオーガスタは古いオーガスタの2マイル (3 km) 南にあり、モービル・ジャクソン・アンド・カンザスシティ鉄道の沿線にあったので、郡庁所在地に指定された。

## 地理
アメリカ合衆国国勢調査局に拠れば、郡域全面積は650.20平方マイル (1,684.0 km2)であり、このうち陸地647.18平方マイル (1,676.2 km2)、水域は3.02平方マイル (7.8 km2)で水域率は0.46%である。

### 主要高規格道路
- アメリカ国道98号線
- ミシシッピ州道15号線
- ミシシッピ州道29号線
- ミシシッピ州道42号線

### 隣接する郡
- ウェイン郡 - 北東
- グリーン郡 - 東
- ジョージ郡 - 南東
- ストーン郡 - 南
- フォレスト郡 - 西
- ジョーンズ郡 - 北西

### 国立保護地域
- デソト国立の森（部分）

## 人口動態
以下は2000年の国勢調査による人口統計データである。
| 基礎データ - 人口: 12,138人 - 世帯数: 4,420 世帯 - 家族数: 3,332 家族 - 人口密度: 7人/km2（19人/mi2） - 住居数: 5,107軒 - 住居密度: 3軒/km2（8軒/mi2） 人種別人口構成 - 白人: 76.17% - アフリカン・アメリカン: 22.59% - ネイティブ・アメリカン: 0.33% - アジア人: 0.12% - 太平洋諸島系: 0.05% - その他の人種: 0.28% - 混血: 0.47% - ヒスパニック・ラテン系: 1.01% | 年齢別人口構成 - 18歳未満: 28.7% - 18-24歳: 10.0% - 25-44歳: 28.0% - 45-64歳: 22.2% - 65歳以上: 11.1% - 年齢の中央値: 34歳 - 性比（女性100人あたり男性の人口） - 総人口: 95.6 - 18歳以上: 91.1 世帯と家族（対世帯数） - 18歳未満の子供がいる: 37.6% - 結婚・同居している夫婦: 58.1% - 未婚・離婚・死別女性が世帯主: 13.2% - 非家族世帯: 24.6% - 単身世帯: 21.9% - 65歳以上の老人1人暮らし: 8.7% - 平均構成人数 - 世帯: 2.72人 - 家族: 3.18人 | 収入と家計 - 収入の中央値 - 世帯: 27,189米ドル - 家族: 32,791米ドル - 性別 - 男性: 29,130米ドル - 女性: 18,632米ドル - 人口1人あたり収入: 12,837米ドル - 貧困線以下 - 対人口: 22.0% - 対家族数: 19.6% - 18歳未満: 28.6% - 65歳以上: 25.5% |

## 都市と町

### 町
- ボーモント
- ニューオーガスタ - 郡庁所在地
- リッチトン

### 未編入の町
- ヒントンビル
- ジャニス
- ランネルズタウン